# 张弦
张弦（1973年—），辽宁丹东人，美籍华裔指挥家。

## 生平
1990年代早期，她在北京中央音乐学院获得学士和硕士学位。1998年移居美国，在辛辛那提大学攻读音乐博士学位。2004年，张弦成为纽约爱乐乐团助理指挥，2005年7月她被任命为纽约爱乐乐团副指挥。2005年至2007年，张弦出任艾奥瓦州苏城交响乐团音乐总监。2009年～2016年出任意大利米兰威尔第交响乐团音乐总监，2010年成为荷兰演奏学院艺术总监。此外，张弦也担任一些交响乐团和歌剧院的客席指挥。
2016年，张弦与米兰威尔第交响乐团的合同结束，获得荣誉指挥头衔，离开意大利转战美国成为新泽西交响乐团音乐总监。2022年，新泽西交响乐团宣布与张弦的音乐总监合同延长至2027-2028乐季。张弦还受邀成为墨尔本交响乐团客座指挥。
2004年，擔任香港電台電視節目《華人青年音樂家系列》八位嘉賓之一。